# Salvia hirsuta
Salvia hirsuta là một loài thực vật có hoa trong họ Hoa môi. Loài này được Jacq. miêu tả khoa học đầu tiên năm 1798.